# Жевне (гмина)
Жевне (пол. Rzewnie) — сельская гмина (уезд) в Польше, входит как административная единица в Макувский повет, Мазовецкое воеводство. Население — 2730 человек (на 2004 год).

## Демография
| Перепись                       | Всего   | Всего | Женщины | Женщины | Мужчины | Мужчины |
| ------------------------------ | ------- | ----- | ------- | ------- | ------- | ------- |
| Единицы                        | человек | %     | человек | %       | человек | %       |
| Население                      | 2730    | 100   | 1324    | 48,5    | 1406    | 51,5    |
| Плотность населения (чел./км²) | 24,4    | 24,4  | 11,9    | 11,9    | 12,6    | 12,6    |

## Сельские округа
1. Биндужка
2. Боруты
3. Бжузе-Дуже
4. Хшаново
5. Хшчоны
6. Домбрувка
7. Дроздово
8. Грудунки
9. Лахы-Влосчаньске
10. Ласевиты
11. Лась
12. Малки
13. Мрочки-Кавки
14. Напюрки-Бутне
15. Напюрки-Ченжке
16. Нове-Дроздово
17. Нове-Лахы
18. Новы-Сельц
19. Орлово
20. Прушки
21. Жевне
22. Слойки
23. Стары-Сельц
24. Бжузе-Мале

## Соседние гмины
1. Гмина Червонка
2. Гмина Длугосёдло
3. Гмина Говорово
4. Гмина Обрыте
5. Гмина Ружан
6. Гмина Жонсник
7. Гмина Шелькув